# Roman (Bulgaria)
Roman (en búlgaro: Роман) es una ciudad de Bulgaria en la provincia de Vratsa.

## Geografía
Se encuentra a una altitud de 154 m s. n. m. a 104 km de la capital nacional, Sofía.

## Demografía
Según estimación 2012 contaba con una población de 2 728 habitantes.
|         | 2004  | 2005  | 2006  | 2007  | 2008  | 2009  | 2010  |
| Mujeres | 1 677 | 1 668 | 1 644 | 1 593 | 1 579 | 1 544 | 1 516 |
| Varones | 1 750 | 1 723 | 1 710 | 1 650 | 1 639 | 1 613 | 1 572 |
| Total   | 3 427 | 3 391 | 3 354 | 3 243 | 3 218 | 3 157 | 3088  |